# Pertinace di Bisanzio
Pertinace (in greco Περτίναξ?, in latino Pertinax; II secolo – 187) è stato un vescovo romano di Bisanzio tra il 169 e il 187.
Le informazioni sulla sua vita sono tratte principalmente dalle opere di Doroteo di Tire, secondo le quali era originariamente un ufficiale di alto livello dell'Impero romano operativo in Tracia. Contrasse un forte attacco di una qualche malattia e nel mezzo della sua malattia aveva sentito voci di miracoli che si verificavano tra gli aderenti di una nuova religione in ascesa - il cristianesimo. Chiese consiglio al vescovo Alipio di Bisanzio; quando la sua malattia fu curata, credette che fosse il risultato delle preghiere di Alipio e della grazia di Dio, e si convertì al cristianesimo. Poco dopo, fu ordinato sacerdote da Alipio e gli successe come vescovo dopo la sua morte, un ruolo che avrebbe servito fino al proprio trapasso.